# Eulalia Esperanza Llufriu Esteva
Eulalia Esperanza Llufriu Esteva (Ciutadella de Menorca, 21 de gener de 1964) és una empresària i política menorquina, diputada al parlament de les Illes Balears en la VIII legislatura.
Ha estat administradora de diverses empreses del sector mecànic i nàutic. Militant del Partit Popular de Menorca, fou escollida regidora de l'ajuntament de Ciutadella de Menorca a les eleccions municipals espanyoles de 1999 i 2003. Fou escollida diputada a les eleccions al Parlament de les Illes Balears de 2011. De 2011 a 2015 ha estat Secretària Primera de la Mesa del Parlament Balear, secretària de la Comissió de Reglament i de la de Medi ambient i turisme.